# Thermische analyse
Thermische analyse is een verzamelterm voor een aantal verwante technieken, die allemaal gemeen hebben dat de temperatuur op een gestuurde manier wordt veranderd en het gedrag van het onderzochte materiaal bestudeerd.
- Dynamische differentiecalorimetrie (DDC)
  - Differential scanning calorimetry (DSC)
  - Differentiële thermische analyse (DTA)
- Thermo-mechanische analyse (TMA)
- Dynamisch-mechanische spectroscopie (DMS)
- Dynamische (thermo-)mechanische analyse (DTMA of DMA)
- Thermogravimetrische analyse (TGA)